# 醉乡民谣
《醉乡民谣》（英語：Inside Llewyn Davis）是一部2013年美国音乐题材剧情片，科恩兄弟编剧执导，奥斯卡·伊萨克、凱莉·墨里根與賈斯汀·提姆布萊克主演。故事改编自美国民谣歌手戴维·范·洛克（1936-2002年）逝世后2005年出版的回忆录《The Mayor of MacDougal Street》。获得第66屆坎城影展评委团大奖，美国于2013年12月6日有限上映，12月20日正式上映。臺灣於2014年2月14日上映。
2023年，爛番茄滿25週年特別專題中，本片在該站名列「影評家選出過去25年的最佳電影」排行榜第18名。

## 剧情
醉乡民谣讲述在1960年代一位乡村音乐创作歌手在纽约发生的故事。

## 角色
- 奥斯卡·伊萨克 - Llewyn Davis[9]
- 凱莉·墨里根 - Jean Berkey[10]
- 約翰·古德曼[11][12]
- 蓋瑞特·荷德倫[13]
- 賈斯汀·提姆布萊克 - Jim Berkey[11]
- F·莫瑞·亞伯拉罕 - Bud Grossman[14]
- 斯塔克·桑德斯[14]
- 亞當·崔佛 - Al Cody[15]
- 伊森·菲利普斯（英语：Ethan Phillips）  Mitch Gorfein[16]
- 罗宾·巴特利特（英语：Robin Bartlett） - Lillian Gorfein
- 亞歷克斯·卡普夫斯基 - Marty Green
- 馬克斯·凱塞拉 - Pappi Corsicato
- 弗兰克·L·雷德利（英语：Frank L. Ridley） - Union Hall Man [17]
- Jeanine Serralles - Joy[14]
- Ben Pike - 鲍勃·迪伦
- 马库斯·蒙福（英语：Marcus Mumford） - Mike Timlin (配音)

## 荣誉
- 美国哥谭独立电影奖最佳影片[18]
- 《电影评论》（Film Comment）杂志评选年度最佳电影第一名[19]
- 美国国家影评人协会奖最佳影片、最佳导演、最佳男主角；
- 第71届金球奖：音乐/喜剧类最佳影片、音乐/喜剧类最佳男主角（奥斯卡·伊萨克）、最佳原创歌曲（"Please Mr. Kennedy"）三项提名
- 第86届奥斯卡金像奖:最佳摄影提名（Bruno Delbonnel）、最佳音响效果提名（Skip Lievsay, Greg Orloff, Peter F. Kurland）
- 第85屆國家評論協會獎:最佳原著劇本、十大電影；